# Théobald Burnell
Théobald Adolphe Stanislas Burnell (Brussel, 7 mei 1815 - Sint-Joost-ten-Node, 29 maart 1896) was een Belgisch militair. Hij was onder meer vleugeladjudant van prins Filips.

## Biografie

### Familie
Théobald Burnell was een buitenechtelijke zoon van Auguste Ferron de La Ferronnays (1777-1842) en Mary Ann Acton (1768-1873). Zijn vader was een Frans generaal, diplomaat en minister en zijn moeder de weduwe van John Acton (1736-1811), een Brits officier in dienst van het groothertogdom Toscane en later eerste minister van het koninkrijk Napels. Hij werd geboren tijdens de Honderd Dagen, wanneer zijn vader veldmaarschalk in dienst van het leger van koning Lodewijk XVIII was.
Hij trouwde in 1844 in Brussel met Thérèse Marie Eyre (1817-1899). Ze kregen twee zoons en twee dochters:
- Auguste Burnell (1845-1918), luitenant-generaal van de cavalerie en vleugeladjudant van koning Leopold II en prins Filips, graaf van Vlaanderen, trouwde in 1870 in Leuven met Marie Hollanders (1850-1905), dochter van Liévin Jean Hollanders, notaris, provincieraadslid van Brabant, luitenant-kolonel van de Burgerwacht van Leuven en vicevoorzitter van de Académie des beaux-arts. Ze kregen een zoon en twee dochters. Na het overlijden van zijn echtgenote trouwde hij in 1906 in Elsene met Anna de Lannoy (1870-1943), eredame van prinses Maria, gravin van Vlaanderen, dochter van graaf Charles de Lannoy, burgemeester van Anvaing. Ze kregen een zoon en twee dochters, met afstammelingen tot heden.
- Marie-Pauline Burnell (°1847), trouwde in 1874 met Albert Bouchu, officier, met afstammelingen tot heden.
- Théobald Burnell (1849-1863)
- Berthe Burnell (1852-1916), trouwde in 1877 in Sint-Joost-ten-Node met Armand Huyttens de Terbecq (1851-1931), procureur des Konings in Luik. Ze kregen twee zoons, met afstammelingen tot heden.

### Loopbaan
Burnell volgde een militaire opleiding in Frankrijk en keerde op zeventienjarige leeftijd terug naar België. Hij werd er achtereenvolgens opperwachtmeester (1832), luitenant (1843) en kapitein bij het Regiment Gidsen. In 1849 werd hij opleidingsofficier bij de rijschool van Ieper.
Op 21 februari 1853 werd hij tot Belg genaturaliseerd. Hij werd vervolgens kapitein-commandant bij het Regiment Kurassiers. In oktober 1853 werd hij ordonnantieofficier van koning Leopold I. In 1855 werd hij vleugeladjudant van prins Filips, graaf van Vlaanderen.
In 1870 nam Burnell deel aan de Frans-Duitse Oorlog. Hij was kolonel in het Observatieleger.
Hij ging in 1874 met pensioen, maar bleef in dienst van de graaf van Vlaanderen. Hij vergezelde de prins op reizen en tijdens verblijven op het Kasteel Les Amerois. Als muziekliefhebber ging hij graag naar muzikale avonden.
Burnell overleed in 1896 ten gevolge van een beroerte in zijn woning in Sint-Joost-ten-Node. Zijn begrafenis vond plaats in de Koninklijke Sint-Mariakerk in Schaarbeek. Onder de genodigden waren de graaf van Vlaanderen, prins Albert en prins Karel Anton van Hohenzollern. Hij werd begraven in het familiegraf op de begraafplaats van Laken.